# Язгі-Юрт
Язгі́-Юрт (рос. Язги-Юрт, башк. Яҙғыйорт) — присілок у складі Салаватського району Башкортостану, Росія. Входить до складу Лагеревської сільської ради.
Населення — 259 осіб (2010; 280 в 2002).
Національний склад:
- башкири — 91 %